# Jamides biru
Jamides biru is een vlinder uit de familie van de Lycaenidae. De wetenschappelijke naam van de soort is voor het eerst gepubliceerd in 1926 door Carl Ribbe.